# Vännäs (gemeente)
Vännäs is een Zweedse gemeente in Västerbotten. De gemeente behoort tot de provincie Västerbottens län. Ze heeft een totale oppervlakte van 557,8 km² en telde 8525 inwoners in 2004.

## Plaatsen
- Vännäs (plaats)
- Vännäsby
- Strand (Vännäs)
- Västra Spöland
- Tväråbäck
- Vännfors
- Pengfors
- Östra Spöland
- Ytterbyn (Vännäs)
- Penglund
- Brån

Bjurholm ·
Dorotea ·
Lycksele ·
Malå ·
Nordmaling ·
Norsjö ·
Robertsfors ·
Skellefteå ·
Sorsele ·
Storuman ·
Umeå ·
Vilhelmina ·
Vindeln ·
Vännäs ·
Åsele